# Elymus tenuis
Elymus tenuis är en gräsart som först beskrevs av Buch., och fick sitt nu gällande namn av Áskell Löve och Henry Eamonn Connor. Elymus tenuis ingår i släktet elmar, och familjen gräs. Inga underarter finns listade i Catalogue of Life.